# 슬럿 셰이밍
슬럿 셰이밍(slut-shaming)은 성과 관련된 문제에 대해 행동이나 외모의 기대를 위반하는 사람들을 비판하는 행위이다. 난잡한 성적 행동에 대해 비난을 받을 수 있는 게이 남성에게도 적용될 수 있다. 슬럿 셰이밍은 주로 여성에게 영향을 미치는 성별 기반 폭력을 초래할 수 있다. 이 용어는 일반적으로 '슬럿'이라는 단어를 되찾고 여성이 자신의 성에 대한 주체성을 갖도록 힘을 실어주는 데 사용된다.
슬럿 셰이밍의 예시로는 성적으로 도발적인 방식의 복장으로 복장 규정을 위반한 것에 대한 비판이나 처벌, 피임약 접근 요청, 혼전, 혼외, 일회성 또는 난잡한 성관계를 맺는 행위, 성매매나 기타 성 노동에 참여하는 행위에 대한 비판이 포함된다. 또한 성폭행이나 기타 성적 학대의 피해자를 비난하는 것도 포함될 수 있다.

## 정의와 특성
슬럿 셰이밍은 사회적으로 용인되는 성적 행동 규범을 위반한 여성을 비판하는 것을 포함하며, 즉 사회가 수용 가능하다고 여기는 것보다 더 성적인 행동, 복장 또는 욕망에 대해 여성을 꾸짖는 것이다. 저자 제살린 켈러는 "이 용어는 슬럿워크(SlutWalk) 행진과 함께 대중화되었으며 '여성에 대한 전쟁'과 유사하게 정서적 연결을 만들어내는 동시에 '슬럿'이라는 단어를 소녀와 여성의 힘과 주체성의 원천으로 되찾는 역할을 한다"고 말했다.
슬럿 셰이밍은 남성과 여성 모두에 의해 행해질 수 있다. 다른 여성을 슬럿 셰이밍하는 여성들은 지속적으로 불리한 성적 이중 기준을 적용한다. 이 용어는 또한 강간 및 기타 성적 폭행에 대한 피해자 비난을 설명하는 데 사용된다. 이러한 비난은 범죄가 여성이 노출이 심한 옷을 입거나 성적으로 도발적인 방식으로 행동한 후 성관계에 동의하지 않음으로써 (부분적으로 또는 전체적으로) 발생했다고 주장함으로써, 가해자의 죄를 면제시킨다. 성적으로 허용적인 개인은 사회적 고립의 위험에 처할 수 있다.
케나이르 등(2023)은 단기 또는 장기 짝짓기 맥락에서, 또는 친구 선택에서 성적 이중 기준의 징후를 발견하지 못했으며, 오히려 예상과 달리 여성의 자기 자극이 남성의 자기 자극보다 더 수용 가능하다는 것을 발견했다.
슬럿 셰이밍 행위는 사회적 처벌의 한 형태가 될 수 있으며, 성 차별과 여성 내 성적 경쟁의 측면이다. 슬럿 셰이밍은 "슬럿"이라는 용어가 여성의 가치를 낮추기 때문에 여성 내 성적 경쟁의 한 형태이다. "슬럿"이라는 용어로 지칭되는 것은 여성의 성 규범에 반하는 것이다.
코넬 대학교의 연구자들은 슬럿 셰이밍과 유사한 정서가 비성적인, 동성 친구 관계 맥락에서도 나타난다는 것을 발견했다. 연구자들은 대학 여성들에게 가상의 여성 또래인 "조안"을 묘사한 소설을 읽게 한 다음, 그녀의 성격에 대한 감정을 평가하도록 했다. 한 그룹의 여성들에게는 조안이 평생 동안 성적 파트너가 2명이라고 설명했고, 다른 그룹에게는 20명의 파트너가 있었다고 설명했다. 연구 결과, 여성들은 - 심지어 스스로가 더 난잡한 여성들조차도 - 파트너가 20명인 조안을 2명인 조안보다 "덜 유능하고, 정서적으로 안정적이며, 따뜻하고, 지배적"이라고 평가했다.

## 역사
슬럿 셰이밍이라는 용어의 기원이나 그 행위의 시작에 대한 문서화된 날짜는 없다. 오히려 슬럿 셰이밍 행위는 수세기 동안 존재해 왔지만, 이에 대한 논의는 사회적, 문화적 관계와 규범적이고 수용 가능한 행동으로 여겨지는 경계를 침범하는 것에서 발전해 왔다. 기원은 알려져 있지 않지만, 2000년대 후반에 이르러 이 용어는 신문 기사에서 사용될 만큼 충분히 대중화되었다. 미국 작가 카타 폴릿은 2008년 3월 발표된 기사에서 이 용어를 다음과 같이 사용했다. "금욕주의, 아버지가 최선을 안다는 관점, 슬럿 셰이밍하는 비뚤어진 여성 혐오적인 공화당 우파."
2000년대 후반 이전에는 "슬러티(slutty)"라는 용어가 웨일 테일을 만들기 위해 티팬티를 노출하는 2000년대 유행과 같은 용납할 수 없는 행동을 지칭하는 데 사용되기도 했다. 2005년, 패션 업계를 다루는 베테랑 저널리스트 수지 멩케스는 자신의 옷 위로 속옷을 드러내는 행위를 "슬러티 시크(slutty chic)"로 간주하며 이러한 행위가 인기를 잃기를 바랐다.
성적 선택의 결과로 살해되거나 자살한 문학적 인물들로는 《햄릿》(1600년경)의 오필리아, 《데이비드 코퍼필드》(1850년)의 작은 에밀리, 《주홍 글씨》(1850년)의 헤스터 프린, 《보바리 부인》(1856년), 《안나 카레니나》(1878년), 《데이지 밀러》(1878년), 《더버빌가의 테스》(1891년), 《환락의 집》(1905년)의 릴리 바트, 그리고 《여름》(1917년)의 채리티 로얄이 있다.
1892년, 캐나다 작가 E. 폴린 존슨은 1887년 소설 《알곤퀸 처녀》가 주인공을 죽이고 남성 캐릭터들이 사후에 그녀를 인종적, 성적 모욕인 "스쿼(squaw)"라고 지칭하며 "그녀의 덕에 대한 명백한 비난"을 보여준 것에 대해 비판했으며, 존슨은 이것이 부당하다고 느꼈다.
1960년대부터 제2세대 페미니즘은 슬럿 셰이밍의 정의와 행위에 상당한 기여를 했다. 산업 혁명과 제2차 세계 대전으로 거슬러 올라가면, 남성들이 노동력의 대부분을 차지했고 여성들은 가정의 신성함과 가사를 수용하도록 사회화되고 교육받았다. 저자 에밀리 풀은 1960년대와 1970년대의 성 혁명이 피임약 사용과 혼전 성관계의 비율을 증가시켰다고 주장한다. 더욱이 1960년대와 1970년대의 베티 프리단, 글로리아 스타이넘, 케이트 밀렛과 같은 페미니스트 작가들은 여성들이 공공 환경에서 자신의 성에 대해 더 개방적이 되도록 장려했다.
슬럿 셰이밍은 부, 교육, 직업으로 특징지어지는 개인의 사회경제적 지위와 상관관계가 있다. 18세기에 "슬럿"은 남성들과 상류층 여성들이 하류층 여성 하인들을 폄하하기 위해 사용하는 흔한 용어였다. 상류층 여성과 남성들이 그들의 하인을 "슬럿"이라고 부르는 맥락에는 하인들이 그들의 남성 고용주에 의해 성적으로 폭행당할 때도 포함되었다.

### 인터넷
슬럿 셰이밍은 유튜브, 인스타그램, 트위터, 페이스북을 포함한 가장 일반적으로 사용되는 소셜 미디어 플랫폼에서 만연해 있다. 슬럿 셰이밍은 페이스북에서 사용자들 간의 논쟁적인 대화에서 발생했으며, 이는 위협, 괴롭힘, 불쾌감을 주는 행위에 대한 유죄 판결로 이어지기도 했다.
2014년, 퓨 리서치 센터는 인터넷에서 괴롭힘의 가장 흔한 대상이 종종 젊은 여성이라고 보고했다. 젊은 여성 응답자의 50%가 공격적인 이름으로 불리거나 온라인에서 수치심을 느꼈다고 인용했다. 특히 18세에서 24세 사이의 여성들은 놀랍게도 높은 비율로 다양한 수준의 심각한 괴롭힘을 경험했다. 온라인에서 스토킹을 당한 여성은 26%였으며, 온라인 성희롱의 대상이 된 여성은 25%였다.
《여성학 국제 포럼》에서 연구자 제시카 메거리는 트위터 해시태그 캠페인 #mencallmethings를 온라인 성희롱의 사례 연구로 사용했다. 여성들은 이 해시태그를 통해 남성들로부터 받은 외모 관련 모욕, 이름 부르기, 강간 위협, 사망 위협 등의 괴롭힘을 보고했다.

#### 미디어

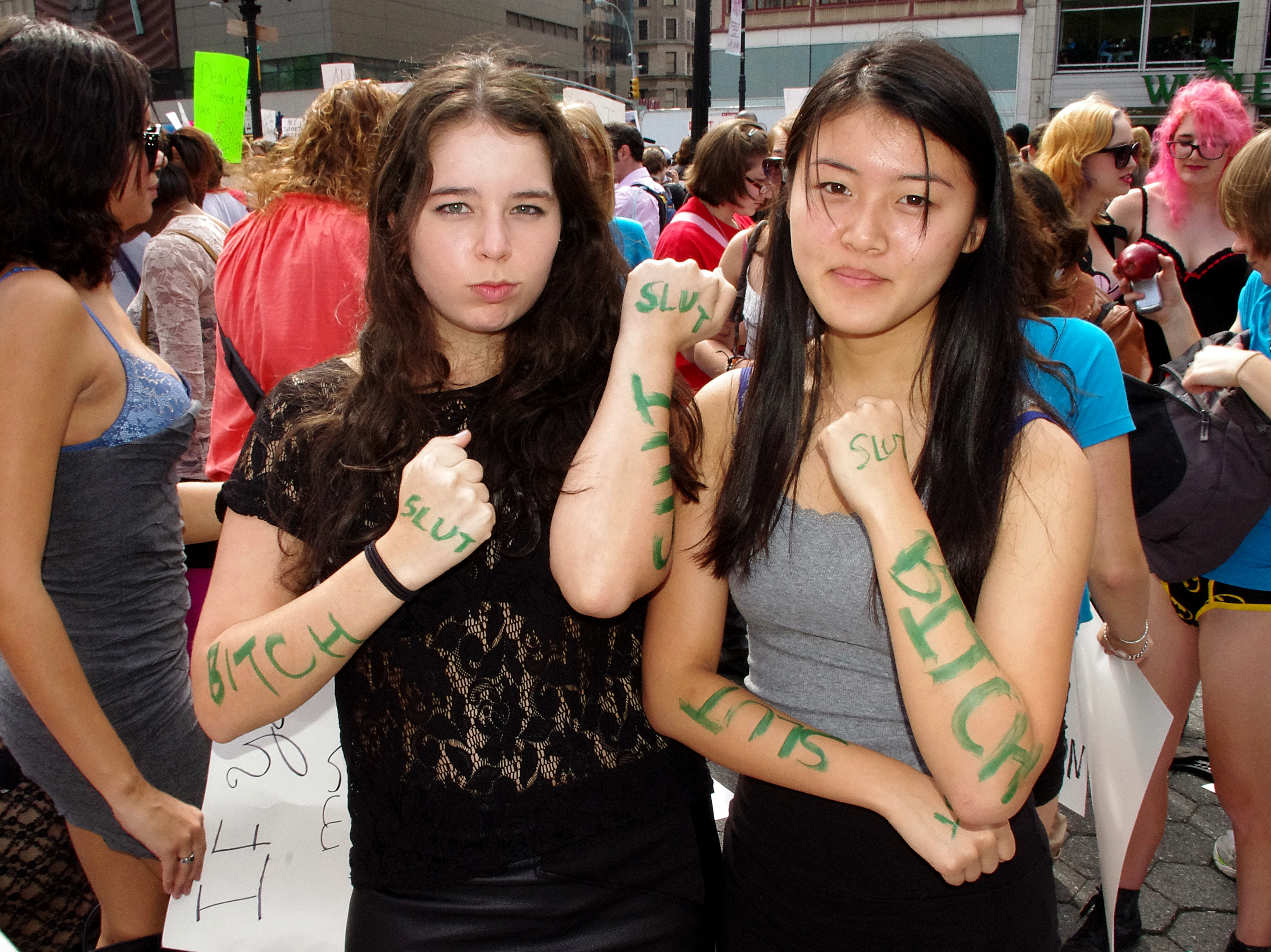
2011년 10월 뉴욕시의 슬럿워크에서 피해자 비난과 슬럿 셰이밍에 항의하는 두 여성

2011년, 슬럿워크 항의 행진은 토론토 경찰관이 학생 그룹에게 "'슬럿'처럼 옷을 입지 않으면 성폭행을 피할 수 있다"고 말한 사건에 대응하여 토론토에서 시작되었다.
앰버 로즈의 2016년 로스앤젤레스에서 열린 두 번째 연례 행진에는 "수백 명"의 참가자가 있었다. 2014년 워싱턴 DC에서도 유사한 행사가 열렸다.
슬럿워크 운동은 슬럿-셰임 라벨을 수용하고 의미 재구성 행위에 참여했다. 링로즈 등은 슬럿워크를 "집단적 운동"이라고 부르며, 초점이 가해자에게 돌아가고 더 이상 피해자에게 머물지 않는다고 말한다. 이러한 의미 재구성 행위는 페미니스트 학자 주디스 버틀러의 작업에서 비롯되었다. 1997년 그의 저서에서, 버틀러는 라벨이 단지 개인을 범주화하고 소외시키는 것뿐만 아니라 저항의 기회도 열어준다고 주장했다.
크리스탈 볼은 러시 림보-산드라 플루크 논쟁 당시 러시 림보의 발언을 다음과 같이 특징지었다. "만약 당신이 자신의 권리를 위해 일어서는 여성이라면, 당신은 슬럿이고 당신의 부모는 당신을 부끄러워해야 하며 우리 모두는 온라인에서 당신의 섹스 테이프를 볼 권리가 있다. 이러한 비열한 행동은 오래된 슬럿 셰이밍 전통의 일부이다. 여성들이 선을 넘으면, 그들은 침묵 속으로 폄하되고 격하된다. 만약 당신이 허먼 케인이 성희롱했다고 말하면, 당신은 슬럿이다. 만약 당신이 대법원 판사 클래런스 토마스가 성희롱했다고 말하면, 당신은 슬럿이다."
슬럿 셰이밍은 소셜 미디어에서 괴롭힘의 한 형태로 사용되어 왔으며, 일부 사람들은 리벤지 포르노 전술을 사용하여 동의 없이 상대의 사적인 사진을 유포한다. 2012년, 캘리포니아의 10대 소녀 오드리 포트는 파티에서 세 소년에게 성폭행을 당했다. 그녀가 성폭행당하는 사진이 또래 집단에 유포된 지 8일 후 그녀는 자살했다.
캐나다 루드비히 폰 미제스 연구소의 편집장 제임스 밀러는 슬럿 셰이밍을 옹호하는 논쟁적인 기사를 작성했다. 그 기사는 나중에 삭제되었지만, 여성으로만 구성된 자유주의 블로그인 《생각의 자유》(Thoughts on Liberty)의 지나 루트렐과 같은 일부 자유주의자들로부터 비판을 받았다.
《어젯밤에 미안해》(Sorry About Last Night)의 코미디언 크리스티나 허친슨과 코린 피셔는 《우리가 상대한 남자들, 안티-슬럿 셰이밍 팟캐스트》(Guys We Fucked, The Anti-slut shaming podcast)라는 제목의 팟캐스트를 진행한다. 이 팟캐스트는 사운드클라우드에서 각 에피소드마다 20만 명 이상의 청취자를 보유하고 있다. 이 팟캐스트는 슬럿 셰이밍이 덜 문제가 되도록 성에 대한 논의를 탈낙인화하기 위해 존재한다. 허친슨은 《허핑턴 포스트》에 다음과 같이 말했다. "우리는 사람들이 자신의 몸에서 더 편안함을 느끼게 하고 싶습니다. 우리는 인도 뉴델리의 한 소녀로부터 팟캐스트를 좋아한다는 메시지를 받았는데, 그 이유는 자신의 성에 대해 편안함을 느끼고 성관계를 즐기는 것이 괜찮다고 느끼게 해주기 때문이라고 했습니다. 그것이 나를 매우 행복하게 했습니다."

## 활동주의
슬럿 셰이밍에 대한 활동주의는 전 세계적으로 이루어지고 있다. 참가자들은 자신의 몸에 "내게 어떻게 옷을 입어야 하는지 말하지 마라"와 "나는 슬럿이 아니지만 합의된 성관계를 갖는 것을 좋아한다"와 같은 메시지를 적고, 슬럿이라는 단어가 적힌 거대한 현수막 아래에서 행진한다. 밴쿠버, 뉴욕시, 리우, 예루살렘, 홍콩 등에서 활동주의가 발생했다.
2008년, 수백 명의 남아프리카 여성들이 미니스커트와 "화가 난 여성들"(Pissed-Off Women)이라고 적힌 티셔츠를 입고 현지 택시 승강장에서 항의했다. 이는 택시 운전사와 여러 행상인들이 짧은 데님 미니스커트를 입은 젊은 소녀에게 대면하여 그녀를 손가락으로 찌르고 반복적으로 "슬럿"이라고 부른 사건 이후였다. 시위자들은 자신들의 메시지를 분명히 하고자 했다. 그들은 남성들이 여성의 치마가 얼마나 짧든 상관없이 괴롭힘을 중단하기를 원했고, 치마가 얼마나 짧든 그것은 결코 초대가 아니라는 것을 알리고자 했다.
2012년 8월 오하이오주 스튜벤빌에서 의식 없는 16세 소녀가 집단 강간당한 후, 미식축구 선수들은 다른 학우들에게 성폭행 동영상을 퍼뜨렸고, 일부는 이 동영상을 트위터와 인스타그램에 게시했다. 사진과 동영상은 나중에 당국에 의해 삭제되었다. 그러나 이것이 사람들이 트윗에 "창녀 신분" 또는 "창녀들에게 동정심이 없다"라는 해시태그를 다는 것을 막지는 못했다. 어나니머스 집단의 구성원들은 강간범과 영상을 퍼뜨린 학우들의 이름을 지역 당국에 신고했다. 그들은 거리와 인터넷에서 강간당한 제인 도에게 정의를 가져다 주기 위해 지역사회의 도움을 요청했다.
더 아츠 이펙트 올-걸 시어터 컴퍼니의 구성원들은 《슬럿: 더 플레이》(Slut: The Play)라는 연극을 제작했으며, 이를 통해 슬럿 셰이밍과 슬럿 문화의 해로운 영향을 다루고 있다. 제작진은 그들의 연극이 "행동 촉구이자 상기시키는 것"이라고 말하며, 슬럿 셰이밍이 매일, 거의 모든 곳에서 일어나고 있다고 말한다. 《슬럿》은 뉴욕, 뉴저지, 코네티컷, 펜실베이니아 출신의 14세에서 17세 소녀들의 실제 경험에서 영감을 받았다. 이 연극은 2013년 뉴욕 프린지 페스티벌에서 공연되었다.

《슬럿! 나쁜 평판을 가진 여성으로 성장하기》(Slut! Growing Up Female with a Bad Reputation)의 저자 레오라 타넨바움은 이 작품과 일반적인 슬럿 셰이밍에 대한 성명에서 다음과 같이 썼다.
오늘날 10대 소녀는 불가능한 상황에 처해 있다. 그녀는 섹시한 이미지를 투영하고 어느 정도 '슬러티'한 정체성을 수용해야 한다. 그렇지 않으면, 그녀는 무관한 프루드(prude)로 조롱받을 위험이 있다. 그러나 만약 또래들이 그녀가 보이지 않는, 끊임없이 변하는 경계를 넘어 너무 '슬러티'해졌다고 판단한다면, 그녀는 모든 신뢰성을 잃는다. 심지어 그녀가 성관계를 강요받았다 하더라도, 그녀의 정체성과 명성은 그녀에게서 빼앗긴다. 실제로, 자신의 이야기를 말할 수 있는 힘은 그녀에게서 빼앗긴다. 더 아츠 이펙트의 캐이티 카피엘로가 쓴 슬럿은 이 비합리적이고, 해롭고, 끔찍한 상황을 생생하게 표현한다... 이 연극은 내가 본 성적 이중 기준의 가장 강력하고 진정한 표현이다.
직접 슬럿 셰이밍을 경험한 후, 올리비아 멜빌, 팔로마 브라이얼리 뉴턴과 약 12명의 다른 호주 여성들은 2015년 8월 25일 "성폭력은 침묵하지 않을 것이다"(Sexual Violence Won't Be Silenced)라는 단체를 설립했다. 이 협회는 사이버 불링과 온라인 성폭력에 대한 인식을 높이는 것을 목표로 한다. 창립자들은 또한 호주 정부에 청원을 시작하여, 소셜 미디어에서의 폭력적인 괴롭힘을 예방하고 처벌하는 방법에 대해 법 집행관들을 더 잘 훈련시키고 교육할 것을 요청했다.

## 게이와 양성애자 남성 사이에서
게이와 양성애자 남성들 또한 그들의 성적 활동으로 인해 슬럿 셰이밍의 피해를 입는다. LGBT 학생들이 이성애자 학생들보다 괴롭힘을 당하고 슬럿이라고 불릴 가능성이 더 높다는 연구가 있다. 연구자들은 또래, 친구, 낯선 사람들에 의한 이러한 부정적인 피해 경험이 신체적 해악, 사회적 수치심, 우정의 상실로 이어질 수 있다고 논의했다. 이성애자들과 달리, LGBT 사람들은 안전한 성관계에 대해 친구들로부터 배울 가능성이 더 높다. 게이와 양성애자 남성은 HIV 감염 위험이 가장 높다. 슬럿 셰이밍은 PrEP와 같은 HIV 감염 예방 방법에 접근하는 남성과 성관계를 갖는 남성들에게 장애물로 지적되어 왔다. 젊은 게이와 양성애자 남성들이 안전한 성관계에 대해 받는 대부분의 교육은 친구, 인터넷, 소문 또는 시행착오를 통해 배운다.
비이성애자 남성의 성적 활동에 대한 비판은 유머러스한 맥락에서 말해질 수도 있고 그렇지 않을 수도 있다. 판단주의는 누군가가 동성애 남성의 성적 위험 행동이나 그들이 여러 섹스 파트너를 가지고 있다는 것을 언급할 때 발생한다. 이는 그들의 행동이 "슬러티"하고 더럽다는 것을 암시한다.
거리 괴롭힘에는 캣 콜링(cat-calling), 피해자 비난, 슬럿 셰이밍이 포함된다. 판단주의는 여성에 비해 경멸적인 단어가 아니며, 슬럿 셰이밍은 맥락과 관계에 따라 남성에게 긍정적인 의미를 가질 수 있다.

## 흑인 여성 사이에서
슬럿 셰이밍이 다양한 인종적, 문화적, 경제적 배경을 가진 여성들에게 영향을 미치지만, 흑인 여성들은 슬럿 셰이밍 행위에 의해 불균형적으로 더 큰 영향을 받는다. 이는 미소지누아르(여성 혐오와 인종차별의 결합)와 역사적 신화 모두에 기인할 수 있으며, 이는 흑인 여성에 대한 대중의 인식을 규정하는 데 함께 작용해 왔다. 이러한 편견으로 인해, 흑인 여성들은 종종 그들의 성적 활동에 대한 잘못된 인식에 기반한 더 많은 편견에 맞서야 한다. 또한, 저소득층 출신의 여성들이 슬럿 셰이밍을 당할 위험이 더 크다는 것도 사실이다. 흑인 여성들은 백인 또래에 비해 재정적 박탈을 경험하며, 이는 그들이 경험하는 슬럿 셰이밍의 불균형적인 특성에 더해진다.
흑인 여성에 대한 신화는 노예제 시대와 이후에 확립되고 배양되어 흑인 여성을 더욱 억압하고 그들에 대한 강간과 성폭행 행위를 정당화하기 위해 사용되었다. 대중화된 신화 중 하나는 성욕 과잉의 흑인 여성 또는 이세벨의 신화였다. 난잡함의 신화라고도 알려진 이 신화는 흑인 여성들이 본질적으로 백인 여성들보다 더 성적으로 충만하고 일탈적이라는 생각을 대중화했다. 서구 세계는 흑인 여성들이 야생적이고 난잡한 본성과 부도덕하고 느슨하며 불순한 관행과 가치를 가지고 있다고 판단했다. 이 신화는 이후 아무런 결과 없이 흑인 여성들을 침해하는 정당화로 사용되었다.
또한, 흑인 여성들은 정기적으로 성적인 위치에 강제로 놓였다. 예를 들어 노예 경매 동안 그들은 강제로 모든 옷을 벗겨져, 대중 앞에서 벌거벗은 채로 행진하도록 요구받았다. 이러한 비자발적 행동들은 이후 백인 사회에 의해 왜곡되어 흑인 여성들을 수치스럽게 하고 난잡함의 신화에 의해 만들어진 관념을 강화하는 데 사용되었다. 흑인 여성에 대한 이러한 강제적 성애화는 역사를 통해 새롭고 창의적인 방식으로 계속될 비인간화와 수치심의 과정에서 백인 사회가 그들에게 부여한 이데올로기를 더욱 강화시켰다.
오늘날 난잡함의 신화 또는 "이세벨"은 여전히 다양한 방식으로 흑인 여성의 경험에 스며들어 있다. 예를 들어, 힙합에서의 흑인 여성 묘사는 과도하게 성애화되고 성격과 신체적 특성 모두에서 그들을 깊이 고정관념화한다. 이 산업은 난잡함의 신화에 대한 이미 존재하는 관념을 영속시킬 뿐만 아니라, 추가적으로 힙합 음악에서 자주 언급되는 큰 엉덩이와 같은 흑인 여성들에게서 흔히 발견되는 신체적 특성을 성적으로 난잡한 본성과 직접적으로 연관시킨다. 이러한 관념이 힙합/랩 산업에 의해 만들어진 것은 아니며 노예 시대부터 존재해 왔지만, 오늘날 만들어지는 음악 내에서 특히 흑인 여성의 압도적인 성애화에 의해 대중화되고 강화되고 있다. 힙합은 가사를 통해 언어적으로, 그리고 음악 비디오와 앨범 커버의 이미지를 통해 시각적으로 나타나는 흑인 여성들이 경험하는 슬럿 셰이밍의 과도한 노출에 기여한다. 노골적으로 성적인 가사와 함께하는 이미지는 종종 최소한의 옷을 입은 정형화된 규범적인 흑인 여성의 몸이다. 흑인 여성성의 이 이미지는 대중이 흡수하도록 미디어로 유통되어, 표준적인 흑인 여성의 몸과 일반적으로 흑인 여성의 행동에 대한 대중의 인식을 변화시킨다. 이러한 효과는 흑인 여성이 본질적으로 과잉 성욕적인 존재라는 대중의 인식을 강화한다.
흑인 여성이 슬럿 셰이밍을 경험하는 높은 비율에 기여하는 또 다른 요인은 소득 불평등이다. 슬럿 셰이밍은 저소득층 여성 커뮤니티 내에서만큼 고위층 여성 집단에서는 거의 침투하지 않는다. 이미 존재하는 지배 계층 내에서 강력한 위치에 있는 개인들은 어떤 활동, 의상, 신체 기준이 존중받을 만한지 결정할 수 있는 능력을 가지고 있기 때문에, 그들은 소외된 저소득층, 유색인종(BIPOC) 여성들보다 훨씬 더 쉽게 슬럿 셰이밍을 경험하지 않을 수 있다. 반면에, 흑인 여성들은 통계적으로 실업을 경험할 가능성이 더 높고, 고용되었을 때 더 적은 임금을 받으며, 백인 여성 동료는 물론 백인 남성 동료에 비해 직위가 상승할 기회가 적기 때문에 빈곤에 직면할 가능성이 더 높다. 그러므로 이러한 미소지누아르 시스템은 흑인 여성들을 재정적으로 불리한 상태에 놓이게 하며, 저소득층 출신자들은 슬럿 셰이밍을 경험할 가능성이 더 높기 때문에 흑인 여성들은 더 높은 비율로 슬럿 셰이밍을 경험하게 된다. 또한, 백인과 상류층 여성들은 종종 같은 여성들, 특히 흑인 여성들을 수치스럽게 하는 데 참여하는데, 이는 백인 고위층 여성들이 "진정한 여성성"과 순결의 이상적 상징이 되고 흑인 여성들은 일탈과 성적 부도덕성의 특성을 부여받는 기존의 계층적 역학을 유지할 수 있게 하기 때문이다.
난잡함의 신화가 백인 사회에 의해 구성되고 정치, 경제, 교육을 포함한 모든 사회적 질서를 통해 퍼졌지만, 오늘날 동일한 이상이 흑인 커뮤니티 내의 내부 사회 구조에서 뚜렷하게 볼 수 있다. 흑인 여성들은 어떤 사회적 지위를 얻기 위해 난잡하다는 관념으로부터 자신을 분리하기 위해 모든 힘을 다해야 했다. 흑인 여성들에게는 인지된 모든 형태의 감각성으로부터 거리를 두는 것이 사회적 위치의 상승을 가능하게 했다. 결과적으로, 그들은 백인 사회 구조 내에서 동화되고 지위를 상승시키기 위해 스스로를 엄격한 정숙함 문화에 강제로 적응시켰다. 백인 사회가 설정한 정숙함 기준에 순응하고, 역시 백인 사회에 의해 부여된 선입견적인 성적 본성을 회피하기 위해 그렇게 한 여성들은 이러한 강제된 정숙함 시스템에 동화되기를 선택하지 않은 커뮤니티 내의 흑인 여성들에 대해 거의 또는 전혀 동정심을 갖지 않는 것으로 보인다. 그런 점에서 슬럿 셰이밍의 과정은 심지어 흑인 여성 개인들 사이에서도 내부적으로 영속된다.

## 레즈비언과 양성애자 여성 사이에서
게이와 양성애자 남성과 마찬가지로, 레즈비언과 양성애자 여성 또한 슬럿 셰이밍과 괴롭힘의 주요 피해자이다. 양성애자 여성들은 주로 양쪽 성별에 대한 "열린 선택지" 선호로 인해 다른 여성들로부터 괴롭힘을 당한다. 그러나 다른 한편으로는, 양성애자와 레즈비언 여성들은 포르노 산업으로 인해 페티시화되고, 이러한 페티시화로 인해 일부 사람들은 그들을 단지 "포르노 카테고리"로만 볼 뿐이다. 레즈비언 포르노는 포르노 산업에서 가장 많이 검색되는 카테고리 중 하나이다. 레즈비언 여성들은 이성애자 남성들이 그들의 성 정체성을 바꾸려고 시도하는 개념과 싸워왔는데, 이는 그들이 그런 남성 집단에 의해 포르노 카테고리 또는 "성적 대상"으로 보여지기 때문이며, 이는 일부 집단이 레즈비언의 개념을 미디어에서 보는 것만으로 이해하기 때문이다. 포르노 산업의 여성들은 즐겁게 하기 위해 쇼를 펼치고 있으므로, 그들은 매우 난잡한 여성적인 유혹자 형상으로 보여지며, 이는 물론 현실과는 다르다. 이 문제와 연관지어, 레즈비언은 남성의 시선 밖에 존재하는 것으로 간주되므로, 일부 남성들은 이러한 집단의 여성들을 추구할 수 없다는 좌절감이 있다. 그러나, LGBTQ+ 커뮤니티의 모든 구성원을 포식적으로 보는 개인 집단도 있다. 특히 일부 여성들은 레즈비언에 대해, 그 커뮤니티의 구성원들이 자신들의 선호도로 인해 적극적으로 그들을 추구할 것이라고 가정하고 그들을 포식자로 고정관념화한다. 양성애자와 레즈비언 여성들에게, 양쪽 성별은 동성애 혐오, 잘못된 미디어 표현, 그리고 "사회적 고정관념"에 대한 무관심에 기반하여 좌절감을 표출한다. 그러나 이는 레즈비언 여성에게만 적용되는 것이 아니라, 동성애자 남성 또한 일부 이성애자/스트레이트 남성 집단에 의해 포식자로 고정관념화되고 있다.

## 같이 보기
- 파히샤
- 여성 내 성적 경쟁
- 프리 더 니플
- 명예살인
- 성녀-창녀 콤플렉스
- 성적 괴롭힘
- 피해자 비난